# SK Dornbirn
SK Dornbirn – austriacki klub szachowy z siedzibą w Dornbirn, mistrz kraju kobiet z 2015 roku.

## Historia
Klub powstał w 1925 roku, a pierwszym przewodniczącym został Philipp Mäser. Przed II wojną światową zespół trzykrotnie zajął trzecie miejsce w mistrzostwach Vorarlbergu. Po zakończeniu II wojny światowej klub został reaktywowany w 1946 roku, a do lat 70. wygrywał mistrzostwa Vorarlbergu piętnastokrotnie. W 1982 roku nastąpiło połączenie SK Dornbirn i SC Hatlerdorf. W sezonie 2014/2015 klub wygrał Bundesligę kobiet, a rok później zajął trzecie miejsce, za ASVÖ Pamhagen i ASVÖ Wulkaprodersdorf. W 2017 roku SK Dornbirn zdobył wicemistrzostwo kraju, kończąc rozgrywki za ASVÖ Pamhagen. W sezonie 2022/2023 zespół zajął trzecią pozycję w mistrzostwach kraju.
Zawodniczkami klubu były m.in. Lena Georgescu, Ghazal Hakimifard, Gundula Heinatz i Jana Schneider.